# Laghi Seeon

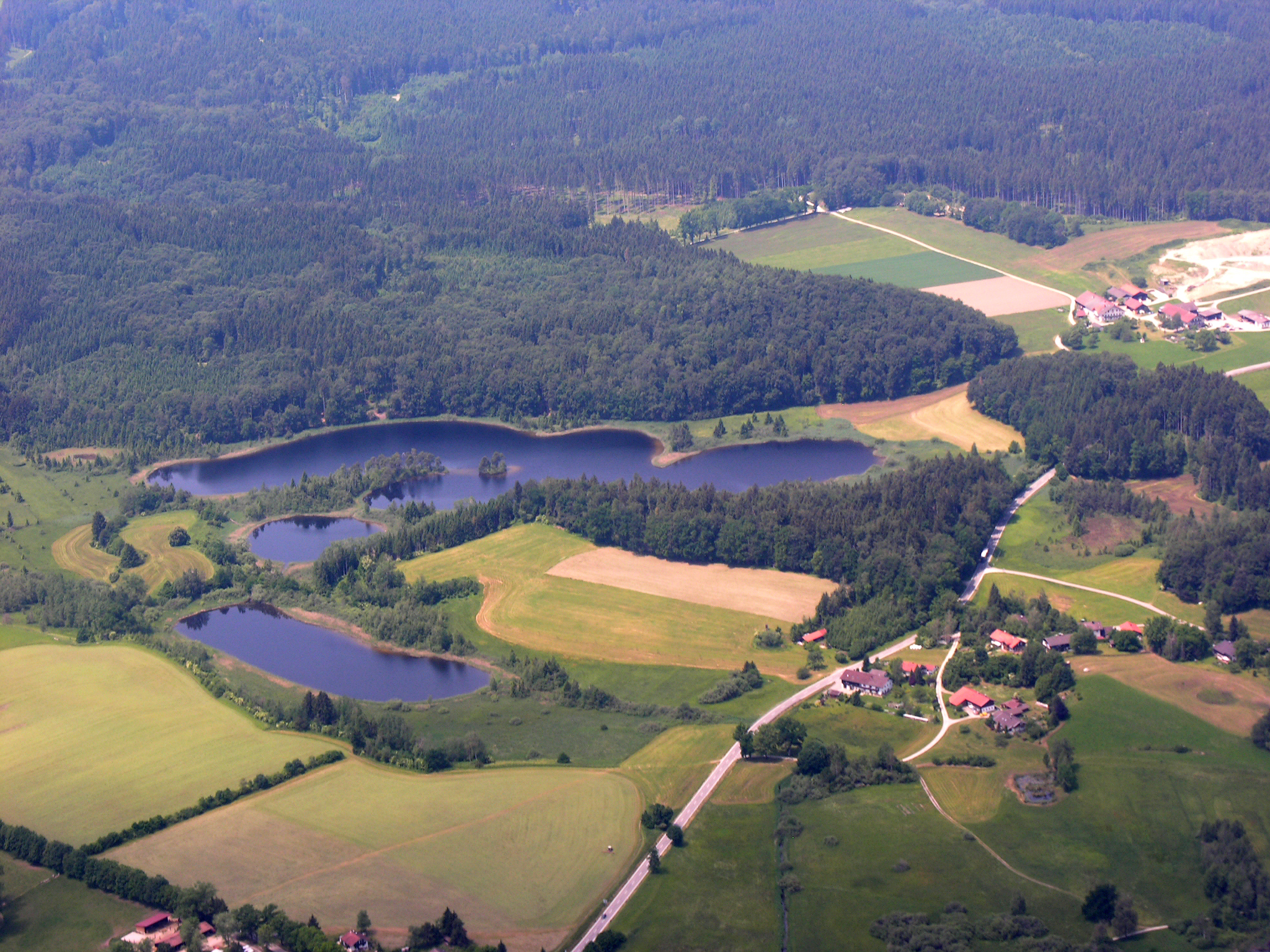
I laghi Seeleiten, Mitter e Jägersee (dall'alto verso il basso)

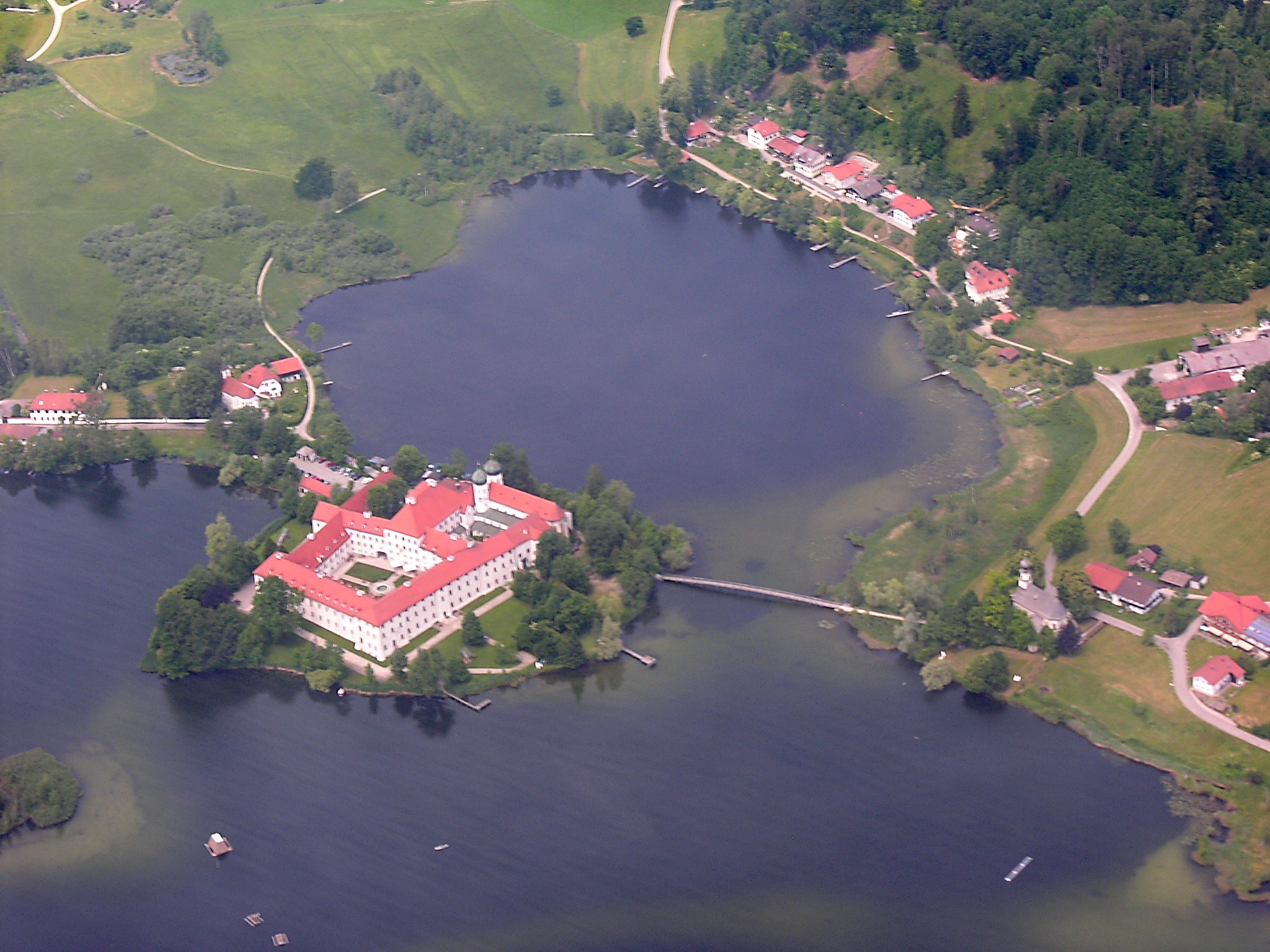
Klostersee (Lago del monastero) con il monastero

I Laghi Seeon sono dei piccoli laghi che si trovano 4km a nord dal lago Chiemsee nel Circondario di Traunstein, nella zona di Seeon-Seebruck.
I laghi Griessee e il Brunnensee invece si trovano nel comune di Obing.

## Geografia
I laghi Seeoner probabilmente hanno avuto origine alla fine dell'era glaciale di Würm oltre 10.000 anni fa come tipico paesaggio ghiacciato. Durante la lenta ritirata dei ghiacciai, i blocchi più grandi di ghiaccio si staccarono e rimasero nel mezzo di ghiaioni. Dopo lo scioglimento, i blocchi di ghiaccio hanno lasciato solchi, calderoni profondi e pieni d'acqua. Da molte di queste sono emersi gli attuali laghi di Seeon.

## I laghi
Di seguito i laghi in ordine di grandezza:
- Griessee - 9,21 ha
- Brunnensee - 5,88 ha (l ago più profondo con il massimo 18,6 m)
- Seeleitensee - 8,29 ha
- Mittersee (Esterpointersee) - 0,78 ha
- Jägersee - 2,21 ha
- Klostersee (Seeoner See) - 47 ha
- Bansee - 3,30 ha
- Kleiner Eglharter See - 0,4 ha
- Großer Eglharter See - 1,8 ha